# Simstad
SimStad – Bygg din egen stad (SimTown på engelska) är ett datorspel från 1995, utvecklat av Maxis. Spelet distribuerades i Sverige av Levande Böcker.
SimStad går ut på att bygga upp en mindre stad och låta människor flytta in i den. Spelet är riktat till barn över 8 år.